# 中原饭店
中原饭店是位于河南许昌市的一座摩天大楼，按超五星级标准建造，楼顶设有私人直升机停机坪，大楼高度达到179.97米，2015年7月22日实现主体结构封顶，它是许昌市的最高建筑和新的地标。

## 概况
主楼
- 饭店地下两层设可供1500个停车位的停车场；
- 酒店1层：大堂、休闲吧、精品商店、银行；
- 2层：儿童体验中心；
- 3-4层：全日餐厅、中餐包房和大中型宴会厅，可容纳2000人同时就餐；
- 5层：会议中心，有一个700平方米的报告厅、15个大中小型会议室；
- 6层：5000平米的会展中心；
- 7—18层：写字楼；
- 19—38层：客房；
- 39层：旋转观光餐厅；
- 楼顶：直升机停机坪。

配楼贵宾楼
- 地下1层、地上3层，共4000平米。
- 地下1层：KTV包间；
- 地上1层：男、女温泉洗浴和室内温泉游泳池；
- 2-3层：休闲中心，有30个室外设温泉汤池、1个游泳池、2处儿童水上乐园。